# Fabens
Fabens est une census-designated place située dans le comté d’El Paso, dans l’État du Texas, aux États-Unis. Lors du recensement de 2010, sa population s’élevait à 8 257 habitants.